# Stadio nazionale di Pechino
Lo stadio nazionale di Pechino (cinese tradizionale: 北京國家體育場; cinese semplificato: 国家体育场; Hanyu Pinyin: Běijīng Guójiā Tǐyùchǎng; Tongyong Pinyin: Běijīng Guójiā Tǐyùchǎng), o stadio olimpico di Pechino, è lo stadio che ha ospitato, oltre alle cerimonie di apertura e di chiusura, le gare di alcune discipline dei Giochi della XXIX Olimpiade. Per la sua forma è stato soprannominato "Nido d'uccello" (鸟巢, niǎocháo; Bird's Nest in inglese).
Inizialmente lo stadio prescelto dagli organizzatori dell'Olimpiade era il Guangdong Olympic Stadium, impianto costruito nel 1999 con questo scopo. Esso però si trova nella città di Canton, lontanissima dalla capitale, e per questo motivo nel 2002 fu deciso di costruire un nuovo grande stadio a Pechino.
Fu indetta una gara tra i più grandi architetti del mondo per scegliere il progetto migliore ed alla fine fu scelto di realizzare l'avveniristico stadio presentato dagli architetti di Basilea Herzog & de Meuron, gli stessi che hanno progettato l'Allianz Arena di Monaco di Baviera, con la collaborazione di ArupSport, del China Architecture Design & Research Group e dell'artista contemporaneo Ai Weiwei.

## Caratteristiche

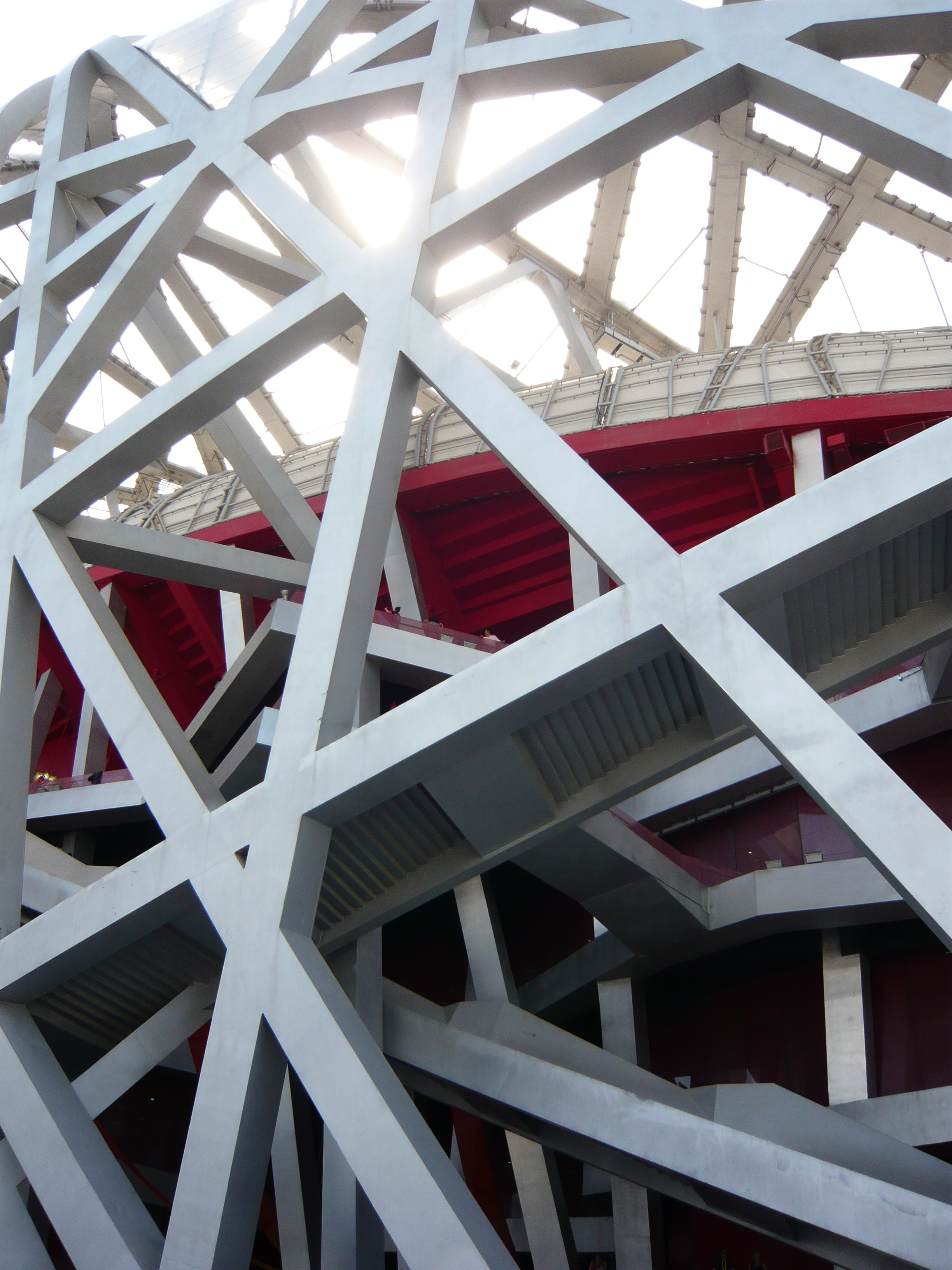
Particolare della struttura esterna

### Struttura
Lo stadio ha come principale caratteristica la sua copertura, indipendente dalla struttura interna, che rende lo stadio paragonabile ad un nido d'uccello.
Essa infatti si presenta come una mastodontica griglia di elementi d'acciaio chiusa da uno strato di materiale semi-trasparente (ETFE). Essa inoltre dispone di un sistema di recupero dell'acqua piovana e di protezione dell'interno dal vento. Il progetto prevedeva anche una sezione mobile, che rendesse lo stadio un'arena chiusa in caso di necessità, ma la sua costruzione fu abbandonata a causa dello sforzo economico eccessivo che stava richiedendo e per problemi di sicurezza, dovuti alla maestosità del progetto.
L'interno dello stadio può ospitare 91.000 spettatori tutti con posto a sedere coperto, che sono diventati 80.000 al termine dei Giochi olimpici, dopo dei lavori di ridimensionamento.
Secondo Jacques Herzog, autore con Pierre de Meuron del progetto, la valenza sociopolitica del nido d'uccello è quella di una sorta di moderno cavallo di Troia. A parere del progettista, la struttura è stata pensata come un «luogo pubblico che raduna migliaia di persone e dunque potenzialmente pericoloso per un governo deciso a voler esercitare il massimo controllo in ogni situazione». L'intendimento principe è stato quello di idearlo come una struttura di facile accessibilità che vada oltre l'utilizzo per i Giochi della XXIX Olimpiade: quindi, non semplicemente uno stadio ma «una scultura gigantesca, un intreccio di linee caotiche e convergenti, una superficie porosa, una "montagna" da penetrare e da arrampicare». In chiave politica, «una piattaforma pubblica davvero capace di stimolare e legittimare l'aggregazione».
Lo stadio occupa una superficie di 250.000 m2, è largo 220 metri, lungo 330 metri e raggiunge con la copertura i 69,2 metri di altezza, pur essendo la pista di atletica sotto il livello del terreno. Sono stati utilizzati in totale 45.000 tonnellate d'acciaio per la sua costruzione.
L'elevato costo per la realizzazione dell'impianto ha causato un imprevisto blocco dei lavori di costruzione nella seconda metà del 2004 che si protrasse fino ad inizio 2005 ed il parziale ridimensionamento del progetto iniziale. La spesa totale approssimata al termine dei lavori di costruzione sarà di circa 3,5 miliardi di yuan, pari a circa 325 milioni di euro.

## Utilizzo dopo i Giochi olimpici
Lo stadio è stato teatro di tre edizioni della Supercoppa italiana. La prima si giocò l'8 agosto 2009 tra Inter e Lazio, ad un anno esatto dalla cerimonia di apertura dei Giochi Olimpici, con vittoria dei biancocelesti; l'evento fu preceduto dalla rappresentazione della Turandot. Dopo questa prima esperienza, venne siglato un contratto con la Lega Serie A in base al quale verranno disputate in questo stadio tre finali della Supercoppa italiana tra il 2011 e il 2014. La seconda si tenne il 6 agosto 2011, con avversarie Milan e Inter, prima volta di un derby nella competizione, con vittoria dei rossoneri, quindi lo stadio ha ospitato tale competizione l'11 agosto 2012 con la sfida Juventus-Napoli, vinta dalla prima. Il Nido avrebbe dovuto ospitare una nuova finale l'8 agosto 2015, ma la Lega ha poi scelto Shanghai come sede, a causa degli imminenti mondiali di atletica leggera dal 22 agosto.
Ha poi ospitato altri eventi, tra cui l'edizione 2009 della Race of Champions.

## Utilizzo per le Olimpiadi Invernali 2022
Quattordici anni dopo essere stato utilizzato come impianto per i Giochi della XXIX Olimpiade estiva, l'impianto ha ospitato anche la cerimonia di apertura dei Giochi olimpici invernali di Pechino 2022.